# جو روبرتسون
جو روبرتسون هو لاعب هوكي الجليد كندي، ولد في 10 مارس 1948 في ويندسور ‏ في كندا.

## وصلات خارجية
- جو روبرتسون على موقع EliteProspects.com (الإنجليزية)
- جو روبرتسون على موقع HockeyDB.com (الإنجليزية)
- جو روبرتسون على موقع Hockey-Reference.com (الإنجليزية)